# Павлоградська загальноосвітня школа № 12
Павлогра́дська загальноосві́тня школа I—III ступені́в № 12 — україномовний навчальний заклад І-III ступенів акредитації у місті Павлоград Дніпропетровської області.

## Загальні дані
Павлоградська загальноосвітня школа I—III ступенів № 12 розташована за адресою: вул. Дніпровська, 243, місто Павлоград (Дніпропетровська область)—51405, Україна.
Директор закладу — Еккерт Олена Василівна, вчитель біології вищої категорії, вчитель-методист, нагороджена знаком «Відмінник освіти України».
Мова викладання — українська.

## Історія
У 1959 році селище Вишневе Павлоградського району було приєднане до міста. У зв’язку з цим Павлоградська Хуторська середня школа була перейменована у Павлоградську середню школу № 12.
У жовтні 1961 року було збудовано нову будівлю школи за проєктом 2-02-27. До того учні навчалися у трьох невеликих будівлях (нині – це територія сучасного наркодиспансеру). В новому приміщені були оформлені навчальні кабінети , а після уроків працювали різноманітні гуртки. Одним із головних напрямків у виховному процесі була спортивно – оздоровча робота і військово – патріотичне виховання учнів. Школа була кузнею спортсменів, вчителів, лікарів, інженерів, робітників культури тощо.
За період з 1952 року по 2009 навчальний рік отримали атестати про повну загальну освіту 2738 учнів.

## Сучасність
У школі 20 навчальних кабінетів, спортивний зал, тренажерний зал, сучасний актовий зал, комп’ютерний клас, кабінет психолога. Шкільна бібліотека має багатий книжковий фонд. 
У школі створені умови для творчого розвитку обдарованих дітей. Протягом багатьох років проводяться предметні тижні, конкурси, виставки. Учні школи є переможцями міських та обласних олімпіад з біології, історії, правознавства, зарубіжної та української літератури, а також з математики. Протягом багатьох років школа є одним з переможців міського конкурсу, присвяченого Дню міста «Природа і фантазія». 
За останні роки школа підняла свій рейтинг в міських спортивних змаганнях, посідаючи призові місця серед спортивних команд міста. 
Зусиллями педагогічного та учнівського колективів було відкрито шкільний музей, де зібрані і систематизовані матеріали, пов’язані зі школою, її працівниками та випускниками. 